# Киктев, Виктор Алексеевич
Ви́ктор Алексе́евич Ки́ктев (15 января 1936, Фрунзе, Киргизская ССР, СССР — 19 августа 2013, Ростов-на-Дону, Россия) — советский футболист, вратарь. Мастер спорта СССР.

## Карьера
Начинал играть во фрунзенской «Искре», затем защищал цвета алма-атинского «Локомотива». Сезон 1956 года провёл в краснодарском «Нефтянике». Во время матча «Нефтяника» со свердловским «Авангардом» его и коллег по команде Анатолия Гущина и Валентина Егорова присмотрели представители ростовского ОДО, после чего за футболистами приехал второй тренер ОДО Виктор Червяков, который под угрозой ответственности за уклонение от службы в рядах Советской Армии склонил игроков к переходу в свой клуб.
В составе ОДО, сменившем затем название на СКВО, а позже на СКА, выступал с 1957 по 1962 год, проведя за это время более 79 встреч в чемпионатах и первенстве СССР. Помимо этого, участвовал в розыгрышах Кубка СССР. В 1958 году в составе СКВО стал победителем Класса «Б» СССР и чемпионом РСФСР, сыграв в 36 поединках первенства, в том сезоне в 4 встречах Кубка пропустил 5 голов.
В 1963 году сыграл 11 встреч за «Ростсельмаш».
Скончался после продолжительной болезни в августе 2013 года в Ростове-на-Дону.

## Достижения
- Победитель Класса «Б» СССР: 1958
- Чемпион РСФСР: 1958

## После карьеры
С 1964 года работал детским тренером в школе ростовского СКА.

## Награды
- Медаль «Ветеран труда»